# Monumento a la Resistencia
El Monumento a la Resistencia es una escultura que mide 9.50 metros de alto, con forma de antebrazo izquierdo, que se encuentra ubicada en el sector conocido como Puerto Rellena al Suroriente de Santiago de Cali, capital del Departamento del Valle del Cauca, al Suroccidente de Colombia. El monumento representa la mano de Kay Kimi Krachi, supuesto dios Maya de la batalla pero que en realidad no forma parte de esa cosmogonía, y se levanta para cerrar la misma fase histórica que inició con la caída de la estatua de Sebastián de Belalcazar, fundador de la ciudad, al Occidente. La mano empuña un letrero con la palabra "Resiste" y está adornado con los nombres y rostros de varias de las personas fallecidas en el marco de las multitudinarias protestas y todo el malestar social generalizado que azotó a la nación suramericana entre abril y julio del año 2021.

## Historia
La protesta social estalló en Colombia el 28 de abril de 2021 en el contexto de la Pandemia de Covid 19 y la propuesta de reforma tributaria encabezada por el Gobierno de Iván Duque y su entonces Ministro de Hacienda Alberto Carrasquilla. Las protestas fueron especialmente fuertes en la ciudad de Santiago de Cali, en el suroccidente del país. Uno de los principales lugares de concentración de los manifestantes fue la zona conocida como Puerto Rellena, en el oriente de la ciudad, rebautizado para los jóvenes o personas de ese momento ( pero oficialmente sigue llamándose puerto rellena ) en el marco de las protestas como Puerto Resistencia.
Varios de los protestantes se organizaron para construir un monumento que homenajeara a la resistencia que estaban dando los manifestantes a lo largo del país y en especial a los de la ciudad de Cali, y para honrar a todos las personas que murieron mientras protestaban. Se hizo un llamado y la comunidad donó los materiales necesarios para la construcción del monumento, el cual se llevó a cabo en 2 semanas y a la inauguración el 13 de junio asistieron miles de personas.

### Posible desmonte
El 26 de junio el comandante de la Policía Metropolitana, Juan Carlos León, confirmó varios rumores sobre que existía la voluntad por parte de la administración pública de desmontar el monumento, lo cual ya había despertado el rechazo de la comunidad civil, la cual había recogido firmas para pedir al alcalde de la ciudad, Jorge Iván Ospina que no se desmontara el monumento. Desde la alcaldía se realizó un pronunciamiento rechazando la propuesta de desmontar el monumento.

Quiero dejar claro que el Monumento de Resistencia en la Simon Bolivar no será destruido o retirado por nuestra Alcaldia , todo su cuidado y proyección futura se hará en concertación con sus promotores y quiero agradecer a todos los que posibilitaron la reapertura de la via.
JorgeIvanOspina (26 de junio de 2021). «Pronunciamiento del alcalde» (tuit)  – vía X/Twitter. 

## Inspiración
Como inspiración para el monumento se tomaron principalmente dos obras: El Monumento al Holocausto en Miami y la escultura de Mano en el parque Karaalioğlu Park de Turquía.